# Radhouène Felhi
Radhouène Felhi (arabisch رضوان الفالحي; * 25. März 1984 in Meknassi, Tunesien), FIFA-Schreibweise laut englischer Transkription Radhouan Falhi, ist ein tunesischer Fußballnationalspieler. In der Spielzeit 2009/10 stand der Defensivspieler im Aufgebot des TSV 1860 München.

## Karriere

### Verein
Felhi begann mit dem Fußballspielen in seiner Heimatstadt bei SS Meknassi, später wechselte er als Zwölfjähriger zu Étoile Sportive du Sahel, wo er bis 2005 in den Jugendmannschaften spielte. Ab 2005 kam er in der ersten Mannschaft in der Nationale A zum Einsatz. Seit der Spielzeit 2006/07 war er Kapitän der Mannschaft, mit der er zahlreiche bedeutende Titel Tunesiens und Afrikas gewinnen konnte, unter anderem die tunesische Meisterschaft und die CAF Champions League im Jahr 2007. Ebenfalls 2007 nahm Felhi mit ES Sahel an der FIFA Klub-WM in Japan teil, wo man den vierten Platz erreichte.
Zur Saison 2009/10 wurde Felhi an den deutschen Zweitligisten TSV 1860 München ausgeliehen. Er bestritt am 1. August 2009 sein erstes Pflichtspiel für die Sechzger, er stand beim Pokalspiel in Paderborn in der Startaufstellung und konnte das einzige Tor der Partie erzielen. Er kam in dieser Spielzeit in 23 Ligapartien in der Innenverteidigung des TSV 1860 zum Einsatz, zusätzlich bestritt er für die Löwen zwei weitere Pokalpartien. Am Saisonende zogen die Sechzger die ausgehandelte Kaufoption nicht, sodass Felhi im Sommer 2010 den Verein nach einem Jahr verließ und zu Etoile Sportive du Sahel zurückkehrte. Er spielte dort noch weitere vier Jahre, in den er zweimal den tunesischen Pokal gewinnen konnte.
Mitte 2014 wechselte Felhi zum al Salmiya Club nach Kuwait. Seit 2015 steht er beim Nejmeh Club im Libanon unter Vertrag.

### Nationalmannschaft
Felhi spielte erstmals 2008 für die tunesische Fußballnationalmannschaft. Im selben Jahr nahm er mit der Nationalmannschaft am Afrika-Cup teil, Tunesien schied dort im Viertelfinale aus. Auch 2010 gehörte er zum tunesischen Aufgebot beim Afrika-Cup, er wurde allerdings nicht eingesetzt. Er kam für die Fédération Tunisienne de Football bisher 21 Mal zum Einsatz, wobei er zwei Tore schießen konnte.

## Erfolge

### ES Sahel
- Tunesischer Meister: 2007
- Tunesischer Pokalsieger: 2012, 2014
- Tunesischer Ligapokalsieger: 2005
- CAF-Pokalsieger: 2006
  - Finalist: 2008
- CAF-Confederation-Cupsieger: 2006
- CAF-Champions-Leaguesieger: 2007
  - Finalist: 2005
- CAF-Super-Cupsieger: 2008
  - Finalist: 2006
- Halbfinale der FIFA Klub-WM in Japan 2007

### Nationalmannschaft
- 2008: Afrika-Cup-Teilnehmer